# Tillandsia interrupta
Espèce
Classification phylogénétique
Tillandsia interrupta Mez est une espèce de plantes à fleurs de la famille des Bromeliaceae.
L'épithète interrupta signifie « interrompue » et se rapporte à l'aspect de la base de l'inflorescence.

## Protologue et Type nomenclatural
Tillandsia interrupta Mez, in Repert. Spec. Nov. Regni Veg. 3: 38 (1906)
Diagnose originale :
« Statura conspicua; foliis rosulatis, densissime lepidibus parvis appressisque pallidis obtectis cinereis sericantibusque; inflorescentia erecta, basi valde interrupta perlaxe, apicem versus densiuscule bipinnatim panniculata[sic]; spicis flabellatis, sessilibus, 10-12-floris, circuitu lanceolatis, inferioribus mediisque quam bracteae primariae late ellipticae brevioribus; bracteis florigeris quam sepala brevioribus; floribus suberecto-erectis; sepalis antico libero posticis binis ad 3 mm connatis; petalis violaceis, genitalia superantibus. »
Type : leg. Weberbauer, n° 2736 (e. p.), 1903-03-30 ; "Peruvia, prov. Ancachs, dept. Cajatambo, prope Ocros. praesertim Alnis epiphyta. alt. 2400-2900 m" ; Holotypus B (Herb. Berol.) .

## Synonymie
(aucune)

## Écologie et habitat
- Biotype : plante herbacée vivace, en rosette ; épiphyte[1],[2].
- Habitat : pentes arbustives[2] ; en épiphyte principalement sur les aulnes (genre Alnus).
- Altitude : 2400-2900 m[2].

## Distribution
- Amérique du sud :
  -  Pérou
    - Cajatambo[1]